# Wiry (wieś w województwie wielkopolskim)
Wiry – wieś w Polsce położona w województwie wielkopolskim, w powiecie poznańskim, w gminie Komorniki.

## Historia
Od 1934 r. do roku 1954 Wiry znajdowały się w gminie Puszczykowo. 
W latach 1975–1998 miejscowość należała administracyjnie do województwa poznańskiego.
Według Stanisławy Zajchowskiej Wiry otrzymały prawo niemieckie w XIII w. Nie jest jednak znana data lokacji tej wsi. Najprawdopodobniej pierwszymi właścicielem była rodzina Łodziów i ich potomkowie. Najstarsza (pewna) wzmianka pochodzi dopiero z 1357 roku - Janusz Rogaliński herbu Łodzia zastawił biskupowi poznańskiemu wieś Wiry za 20 grzywien. Wieś ta u schyłku XIV wieku była już własnością rycerstwa.
Parafia w Wirach najprawdopodobniej powstała w 1260 roku i obejmowała swoim zasięgiem okoliczne miejscowości, w tym Dębiec (do lat 20. XX wieku).
W kościele św. Floriana z początku XX wieku odbywa się część koncertów Ogólnopolskiego Festiwalu Muzyki Organowej i Kameralnej - Komorniki.
Na terenie wsi znajduje się przystanek kolejowy Wiry.